# Minou Drouet

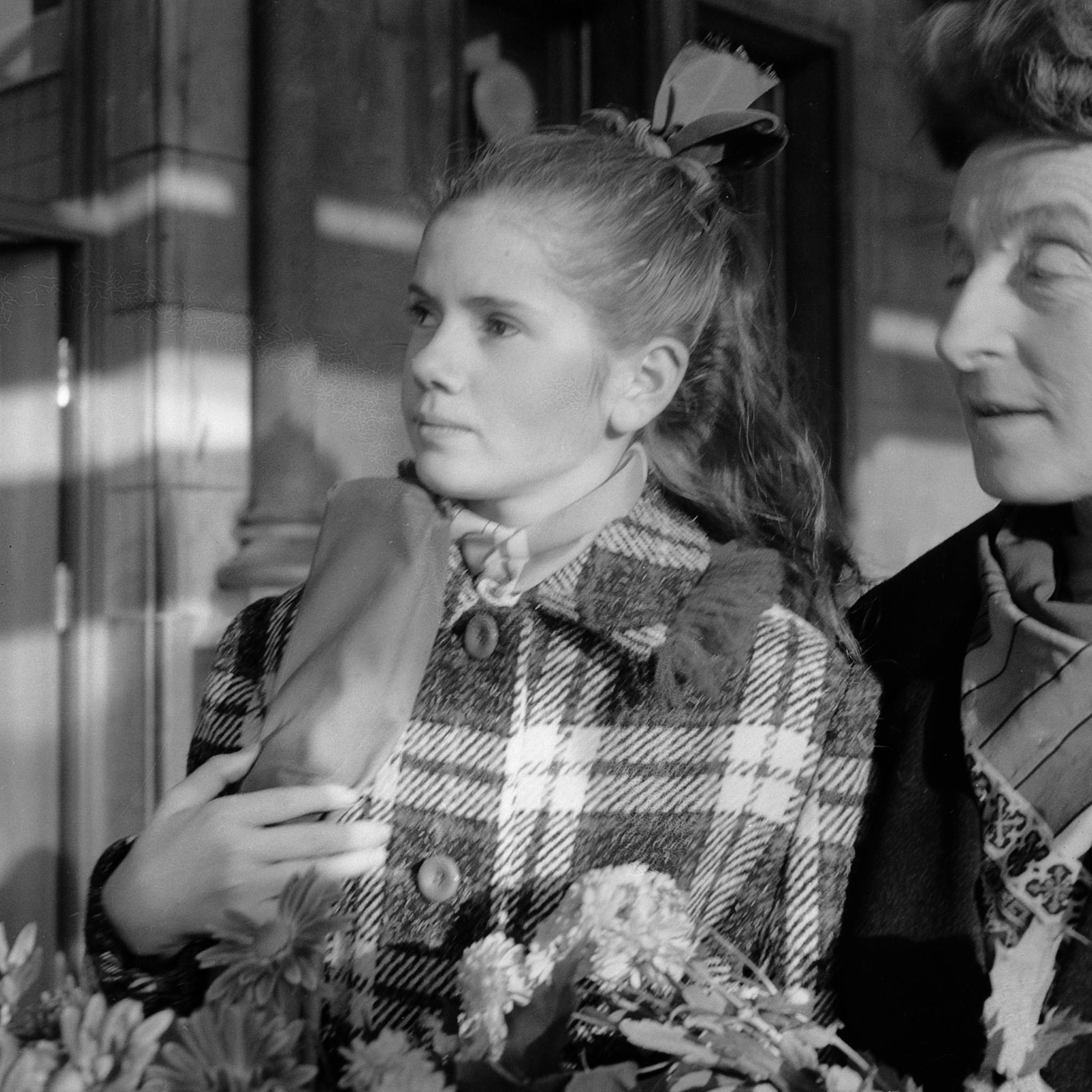
Minou Drouet (1960)

Minou Drouet (* 24. Juli 1947 in Paris; eigentlich Marie-Noëlle Drouet) ist eine französische Schriftstellerin, die als Kind während der 1950er-Jahre international Aufsehen mit der Veröffentlichung von Gedichten und Briefen sowie der heftigen Kontroverse über die Authentizität dieser Werke erregte.

## Biografie
Minou Drouet wurde als uneheliches Kind geboren und von der Mutter zur Adoption freigegeben. Mit eineinhalb Jahren wurde sie von der Hauslehrerin Claude Drouet adoptiert und wuchs in einem kleinen Ort nahe Rennes in der Bretagne heran. Aufgrund eines schweren Sehfehlers war sie in den ersten Lebensjahren fast blind und lebte in einem beinahe autistischen Zustand. Sie begann schließlich, Interesse an Musik und erhebliches Talent für das Klavierspiel zu zeigen. Minou wurde von einer am Pariser Konservatorium tätigen Klavierlehrerin angenommen, der sie auch zahlreiche Briefe schrieb. Die Lehrerin gab diese 1955 an den Pariser Verleger René Julliard weiter, der im Jahr zuvor erfolgreich den von der achtzehnjährigen Françoise Sagan geschriebenen Roman Bonjour tristesse publiziert hatte.
Julliard war von dem schriftstellerischen Talent der Achtjährigen begeistert. Er brachte im September 1955 in kleiner Auflage eine Sammlung von Briefen und Gedichten Minou Drouets heraus und entfachte bereits damit eine heftige literarische Kontroverse über die Authentizität der Werke, welche den Anfang 1956 veröffentlichten Gedichtband Arbre, mon ami (Mein Freund, der Baum) zum großen Verkaufserfolg werden ließ.
Die Tageszeitung Le Figaro druckte eine sehr positive Rezension. Die Frauenzeitschrift Elle brachte dagegen eine Reihe von Artikeln, in denen Minous Adoptivmutter beschuldigt wurde, die Briefe und Gedichte verfasst und als Werke ihrer Tochter ausgegeben zu haben. Viele andere Publikationen und Protagonisten des Kulturlebens sahen sich genötigt, in der „Affäre Minou Drouet“ Partei zu ergreifen, die von Julliard öffentlichkeitswirksam als „eine kleine Dreyfus-Affäre“ bezeichnet wurde. Der berühmte französische Schriftsteller, Maler und Regisseur Jean Cocteau prägte das seither immer wieder in diesem Zusammenhang zitierte Urteil: „Alle Kinder haben Genie, außer Minou Drouet.“
Minou Drouet unterzog sich mehreren Tests, in denen sie ohne äußere Einflussmöglichkeiten Gedichte zu vorgegebenen Themen unter Aufsicht zu Papier bringen musste. Im Februar 1956 bestand sie auf diese Weise eine Aufnahmeprüfung der Société des auteurs, compositeurs et éditeurs de musique (SACEM). Völlig sollten die Zweifel an ihrem literarischen Talent jedoch nie verstummen.
Nach dem Erfolg ihres Buches trat Minou als Berühmtheit bei verschiedensten Anlässen in Erscheinung. Sie machte öffentlich Musik mit Andrés Segovia, Pablo Casals, Jacques Brel und Charles Aznavour, trat bei einer Galaveranstaltung an der Mailänder Scala auf, hatte in Rom eine Privataudienz bei Papst Pius XII., versöhnte sich bei einem Treffen mit Jean Cocteau, las aus ihren Gedichten und spielte Klavier in Nachtclubs, Theatern und Arenen. 1958 spielte sie die Hauptrolle in dem Film Verlorenes Spiel (Clara et les méchants), mit Michel Serrault.
In den 1960er-Jahren ließ der Erfolg allmählich nach. Minou entwickelte, nachdem sie ihre sterbende Großmutter gepflegt hatte, den Wunsch als Krankenschwester zu arbeiten. Nach zwei Jahren in einem Krankenhaus kehrte sie für einige Zeit zurück zu ihren Auftritten in Clubs und Cafés. Sie führte eine kurze Ehe mit dem französischen Humoristen und Sänger Patrick Font.
Mit Anfang zwanzig veröffentlichte sie einige wenig erfolgreiche Kinderbücher und Fabeln sowie einen Roman. Doch in ihren später verfassten Memoiren Ma vérité (Meine Wahrheit) bekannte Minou Drouet, dass sie zu diesem Zeitpunkt das Bedürfnis zu schreiben bereits verloren hatte.
1993 heiratete sie in ihrem Heimatort einen Werkstattbesitzer und lebt seither zurückgezogen. Im März 2017 verstarb ihr Mann, mit dem sie vier Kinder hat.

## Werke
über Minou Drouet:
- L'Affaire Minou Drouet (André Parinaud, 1956)

von Minou Drouet:
- Arbre, mon ami (1957)
- Le Pêcheur de lune (1959)
- Du brouillard dans les yeux (1966) (dt. Ausgabe: Nebel in den Augen, 1968)
- La Patte bleue (1966)
- Ouf de la forêt (1968)
- La Flamme rousse (1968, illustriert von Daniel Billon)
- Ma vérité (Autobiografie, 1993)